# 映象唱片
映象國際多媒體股份有限公司，一家專業代理西洋音樂∕電子音樂的唱片公司，前身是「交叉線唱片」，1985年成立，距今已有20多年歷史，一開始以進口西洋音樂、黑膠和當時國內少見的混音器為主，後來擴大規模後成為「映象唱片」。成立逾20年依然堅持著當初創立時的理念，希望能為國內的音樂市場和樂迷盡一份心力，繼續帶給大家更多、更新、更好的音樂。
映象唱片代理的音樂類型可說包羅萬象，除了最熱門和最流行的西洋音樂外，還有現今歐美最受矚目的電子舞曲與前導時尚的沙發及弛放音樂，並擴展至近期年輕人最喜愛的饒舌嘻哈音樂，以及創意氣息濃厚的另類搖滾，種類五花八門，滿足各領域音樂愛好者的挑剔耳朵。

## 外部連結
- 映象唱片官方網站
- 映象唱片的Facebook專頁
- YouTube上的映象唱片頻道
- 映象唱片的Plurk專頁